# Instituto de Ciências Sociais da Universidade de Lisboa

O Instituto de Ciências Sociais (ICS) é uma instituição universitária portuguesa. Dedica-se à investigação e à formação avançada na área das ciências sociais.
Com origem no Gabinete de Estudos Corporativos (GEC), criado em 28 de Maio de 1949  o qual, por sua vez, esteve na origem do Gabinete de Investigações Sociais (GIS), fundado por Adérito Sedas Nunes, em 1961, teve como assistente e principal colaborador Mário Murteira, o ICS passou a instituto autónomo da Universidade de Lisboa em 1982, e adquiriu o estatuto de laboratório associado em 2002.
O ICS integra o campus da Universidade de Lisboa, numa zona central da cidade, vizinha à Biblioteca Nacional. As novas instalações, inauguradas em 2003, foram concebidas especialmente para o desenvolvimento de actividades de investigação e pós-graduação. A biblioteca dispõe de 40 mil volumes e 313 assinaturas de periódicos, podendo nela ser consultado o Arquivo de História Social[carece de fontes?].
Tem como missão estudar as sociedades contemporâneas, com especial ênfase na realidade portuguesa e nas sociedades e culturas com as quais Portugal tem relações históricas, quer no espaço europeu, quer noutros espaços geográficos.
Agregando investigadores de vários domínios disciplinares, o ICS organiza presentemente a sua investigação em torno de cinco grandes linhas temáticas:
- A formação do mundo contemporâneo;
- O estudo da cidadania e das instituições democráticas;
- O problema da sustentabilidade, articulando ambiente, risco e espaço;
- As mudanças sociais e a acção individual no contexto da família, estilos de vida e escolarização;
- As identidades, migrações e religião. As áreas disciplinares representadas são a Antropologia Social e Cultural, a Ciência Política, a Economia, a Geografia Humana, a História, a Psicologia Social e a Sociologia.

Metodologicamente, as pesquisas desenvolvidas abrangem um vasto conjunto de procedimentos desde os estudos documentais, ao método etnográfico e estudos qualitativos, aos inquéritos junto de amostras representativas e ao método experimental.
Edita a revista Análise Social, a mais antiga na área das ciências sociais em Portugal, possuindo também uma editora própria, a Imprensa de Ciências Sociais.
Em 2008, o instituto possuía cerca de setenta investigadores, acolhendo uma centena de estudantes pós-graduados e desenvolvendo mais de 200 projectos de investigação. A sua actividade é financiada em mais de sessenta por cento com verbas próprias[carece de fontes?].

## Barómetro da Qualidade da Democracia
A 15 de Janeiro de 2010, o Instituto criou o Barómetro da Qualidade da Democracia, um observatório independente que irá avaliar a qualidade da democracia em Portugal. O observatório é dirigido por António Costa Pinto, Luís de Sousa e Pedro Magalhães, investigadores do ICS.